# Fiodor Tiutcev

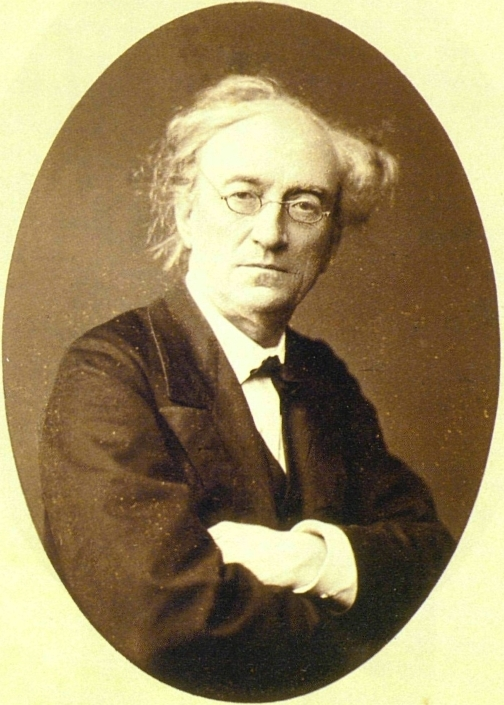
Fiodor Tiutcev

Fiodor Ivanovici Tiutcev (Фёдор Иванович Тютчев) (5 decembrie 1803 - 27 iulie 1873) - renumit poet și diplomat rus. A trăit în München, Torino, se cunoștea cu Heine și Schelling. S-au păstrat circa 400 de poezii, din care multe sînt întrebuințate ca citate în Rusia. Primele sale poezii sînt create în tradițiile politice ale veacului XVIII-lea. În anii 1830 în lucrările sale se observă mult influența romantismului european (îndeosebi german). Aceasta este o lirică meditativă la baza căreia stau idei despre apariția omenirii, natură și altele. În anii 1840 scrie cîteva articole politice la baza cărora stă relația Rusiei cu civilizația occidentală. În 1850 Tiutcev a compus un rînd de poezii cu tematica dragostei, unde dragostea este reprezentată ca ceva tragic. Aceste poezii, mai tîrziu sînt adunate în așa numitul ciclul de Denisieva (денисьевский цикл), adică un ciclu de poezii dedicat amantei poetului E. A. Denisieva. În anii 1860-1870 în poeziile poetului prevalează dizpoziții politice.
Una dintre cele mai cunoscute poezii - "Silentium!" - o chemare amară la tăcere, o părere de rău la baza căruia stă faptul că oamenii niciodată nu se vor putea înțelege unul pe altul. 
Cele mai renumite rînduri ale poetului sînt: 
- "Мысль изречённая есть ложь" (un gînd expus este minciună)
- "Умом Россию не понять"
- "Нам не дано предугадать, как слово наше отзовётся" (noi nu putem să ghicim cum cuvântul nostru se va reflecta)